# Pat Frank
Harry Hart „Pat” Frank (ur. 5 maja 1907, zm. 12 października 1964) – amerykański dziennikarz, pisarz i konsultant rządowy, doradca Departamentu Obrony. Być może „pierwszy z autorów piszących o zagładzie po Hiroszimie”. Jego najbardziej znanym dziełem jest postapokaliptyczna powieść Biada Babilonowi (1959), która przedstawia wybuch wojny nuklearnej i zmagania ocalałych w małym miasteczku w środkowej Florydzie. 

## Publikacje
- Mr. Adam (J. B. Lippincott Company, 1946)
- An Affair of State (J. B. Lippincott Company, 1948)
- Hold Back the Night (J. B. Lippincott Company, 1951)
- The Long Way Round (J. B. Lippincott Company, 1953)
- Forbidden Area (J. B. Lippincott Company, 1956), also published as Seven Days to Never (London: Constable and Co, 1957)
- Biada Babilinowi (ang. Alas, Babylon, J. B. Lippincott Company, 1959, polskie wydanie: Dom Wydawniczy Rebis, 2023)
- How to Survive the H-Bomb...and Why (J. B. Lippincott Company, 1962)
- The Goldwater Cartoon Book (wydawca). (National Publishing Company, Washington, DC, 1964)
- Rendezvous at Midway: U.S.S. Yorktown and the Japanese carrier fleet (współautor Joseph D. Harrington)(The John Day Company, 1967)